# Spiaggia rossa
Spiaggia rossa (Beach Red) è un film di guerra del 1967 diretto e interpretato da Cornel Wilde.

## Trama
Durante la Seconda Guerra Mondiale, un battaglione di Marines sbarca su un’isola del Pacifico difesa dai giapponesi.
Il capitano MacDonald, comandante della compagnia, guida i suoi uomini nell’assalto, mentre il sergente Honeywell, veterano cinico e spietato, incarna la ferocia della guerra, pronunciando la frase simbolo del film: “Siamo qui per uccidere. Il resto è tutta spazzatura.” Man mano che gli americani consolidano le loro posizioni, la narrazione si arricchisce di flashback che rivelano le vite dei soldati di entrambi gli schieramenti prima del conflitto. Attraverso una narrazione in voice-over e immagini statiche di mogli e famiglie rimaste a casa, il film esplora i pensieri più intimi dei combattenti, senza sottotitoli per le scene in giapponese, accentuando l’umanità di entrambi i fronti. Uno dei momenti più toccanti riguarda il soldato Cliff, gravemente ferito, che si ritrova accanto a un soldato giapponese agonizzante. I due, accomunati dalla sofferenza, instaurano un fragile legame, ricordando una scena simile di "All’ovest niente di nuovo". Tuttavia, l’arrivo di altri marines spezza brutalmente questo momento di tregua, lasciando Cliff sconvolto dalla realtà implacabile della guerra. Attraverso immagini crude e un tono introspettivo, Spiaggia rossa si distingue per la sua rappresentazione empatica del nemico e per la riflessione sul costo umano del conflitto, ponendosi come un’opera bellica atipica per il suo tempo.

## Produzione
Il film è stato girato nelle Filippine.